# Doktryna Giedroycia

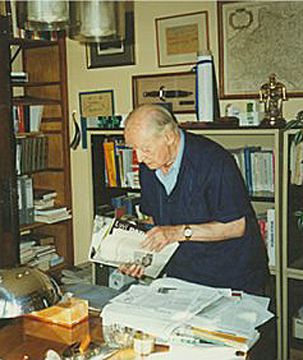
Jerzy Giedroyc, rok 1997

Doktryna Giedroycia lub doktryna Giedroycia-Mieroszewskiego – doktryna polityczna, która wzywa do pojednania między krajami Europy Środkowej i Wschodniej. Została opracowana przez powojennych polskich emigrantów i nazwana na cześć publicysty Jerzego Giedroycia. Znaczący wkład w jej powstanie miał Juliusz Mieroszewski, od którego nazwiska pochodzi nazwa dwuczłonowa.

## Historia
Doktrynę tę Giedroyc rozwijał w latach 70. na łamach czasopisma „Kultura”, wspólnie z Juliuszem Mieroszewskim i innymi działaczami emigracyjnymi z „grupy Maisons-Laffitte”. Źródeł doktryny można dopatrzeć się w międzywojennym ruchu prometejskim Józefa Piłsudskiego.
Podkreślała ona potrzebę odbudowy dobrych stosunków pomiędzy narodami Europy Środkowej i Wschodniej. Głosiła także, że zachowanie niepodległości przez nowe postsowieckie państwa, leżące między Polską a Federacją Rosyjską, jest w fundamentalnym i długofalowym interesie Polski. Wymagało to od Polski odrzucenia wszelkich ambicji terytorialnych oraz zaakceptowania powojennych zmian granic. Doktryna ta opowiadała się za niepodległością Białorusi i Ukrainy, a także promowała traktowanie wszystkich krajów Europy Wschodniej na równi z Rosją, przy jednoczesnej odmowie przyznania Rosji statusu kraju ważniejszego od pozostałych. Doktryna Giedroycia nie była wrogo nastawiona wobec Rosji, lecz wzywała zarówno Polskę, jak i Rosję do zaniechania walki o dominację nad innymi państwami regionu – głównie państwami bałtyckimi, Białorusią i Ukrainą (stąd też pochodzi inna nazwa doktryny: „doktryna ULB”, gdzie „ULB” oznacza Ukrainę, Litwę oraz Białoruś).
Początkowo doktryna ta adresowana była tylko do postawy Polaków, którzy po II wojnie światowej pozostali na Zachodzie, zwłaszcza do tych zgromadzonych wokół rządu londyńskiego, i zasadniczo wzywała ich do uznania powojennego terytorialnego status quo. Później nakierowano ją na próbę wyprowadzenia Białorusi, Ukrainy i Litwy spod sowieckiej, a następnie rosyjskiej strefy wpływów.
Doktryna Giedroycia opowiadała się za Unią Europejską i za cel stawiała wyciągnięcie krajów Europy Środkowo-Wschodniej z sowieckiej strefy wpływów. Po odzyskaniu przez Polskę niezależności od wpływów radzieckich na skutek upadku komunizmu w 1989 r. doktryna ta została wdrożona we wschodniej polityce zagranicznej. Polska rozpoczęła też wtedy proces integracji z Unią Europejską, co zakończyło się przystąpieniem do Unii w 2004 roku. Polska również poparła członkostwo Ukrainy w Unii Europejskiej i NATO. Realizacja doktryny wywołała wówczas pewne napięcia w stosunkach polsko-rosyjskich.
Doktryna ta była kwestionowana przez niektórych komentatorów i polityków, zwłaszcza w XXI wieku. Pojawiały się też sugestie, że w ostatnich latach została ona porzucona przez polskie Ministerstwo Spraw Zagranicznych. Inni twierdzą jednak, że polityka ta pozostaje w mocy i jest dalej wdrażana przez polski MSZ. Piotr Pietrzak twierdzi, że „choć Giedroyć i Mieroszewski byli idealistami i bardzo często krytykowano ich za naiwność ich pomysłów, to jednak mieli rację, ponieważ udało im się nieświadomie ukształtować przyszłość regionu i zachęcić większość krajów graniczących z Rosją do bardziej aktywnego działania w celu zapobieżenia efektowi domina w Europie Wschodniej, tj. Rosji wyraźnie próbującej wdrożyć scenariusz typu Sudetenland na Ukrainie w 2022 roku”.